# 耶路撒冷比達足球會
耶路撒冷比達足球會（希伯來語：מועדון כדורגל בית"ר ירושלים; 拉丁轉寫：Moadon Kaduregel Beitar Yerushalayim），是以色列耶路撒冷市的一个足球俱乐部。此球隊2018年5月13日曾宣布冠上時任美國總統唐納·川普的姓氏，以感謝他下令將美國駐以色列大使館從台拉維夫遷至耶路撒冷。

## 荣誉
- 以色列足球超级联赛
  - 冠军: 1986–87, 1992–93, 1996–97, 1997–98, 2006–07, 2007–08
- 以色列足球乙级联赛
  - 冠军: 1953–54, 1957–58, 1966–68